# Hallonge

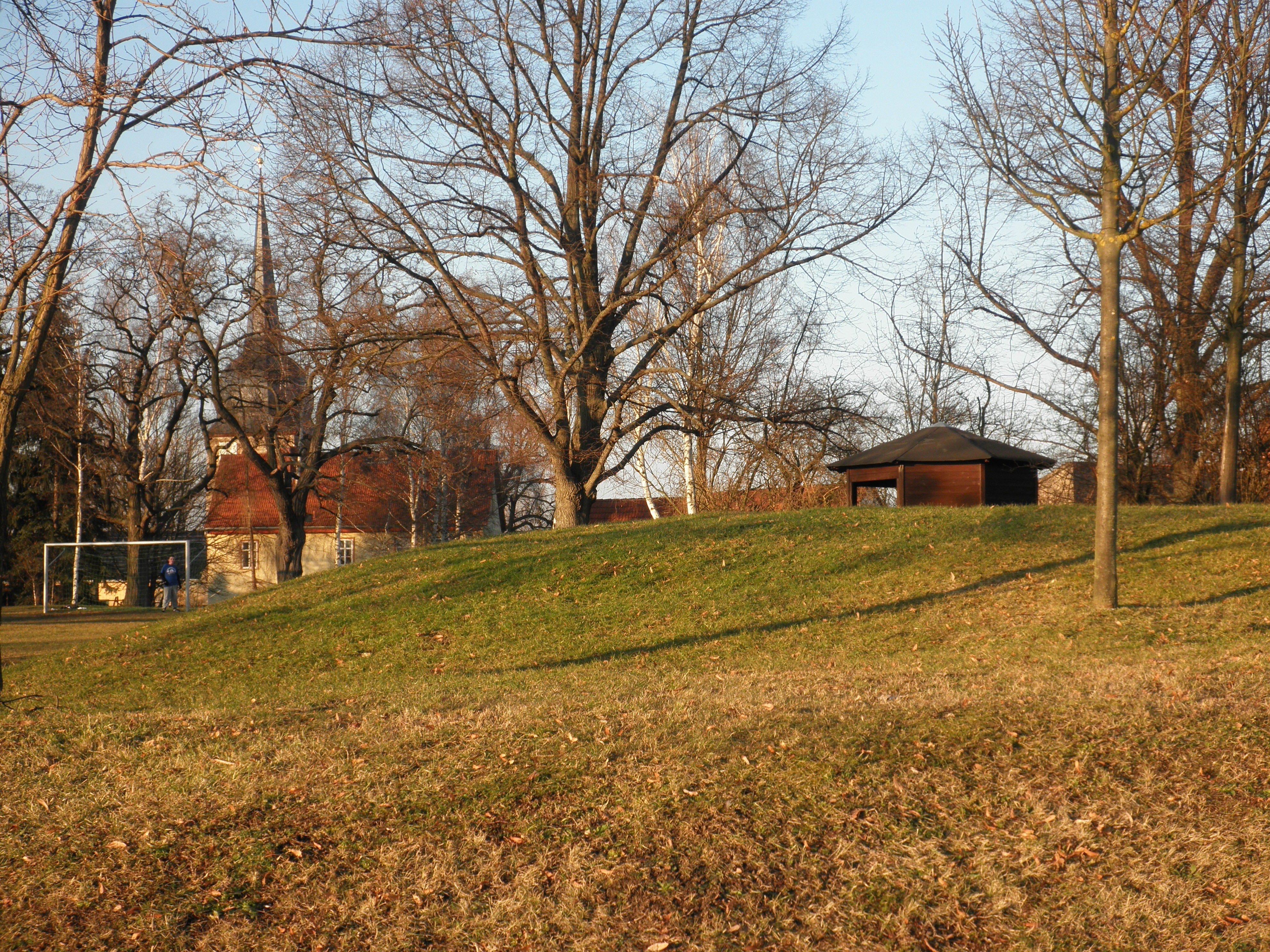
Der jungsteinzeitliche Grabhügel „Hallonge“ von Battgendorf

Die Hallonge (oder Hallunke) ist ein vorgeschichtlicher Grabhügel in Battgendorf im Landkreis Sömmerda, Thüringen. Er wird in die zweite Hälfte des 3. Jahrtausends v. Chr. datiert.

## Lage
Der Grabhügel befindet sich neben dem Sportplatz im Südosten des Ortes auf einem flachen Sporn, der zu einem Ausläufer des Unterhanges vom Gottesberg gehört.

## Beschreibung
Das Bodendenkmal Hallonge, seit 1883 als Hallunke überliefert, ist ein heute nur noch flacher jungsteinzeitlicher Grabhügel mit 22 Metern Durchmesser. Im Jahr 1883 fanden in dem Hügel Ausgrabungen statt. Die Anlage des Hügels wurde in die Zeit der Schnurkeramik datiert, d. h. in die zweite Hälfte des 3. Jahrtausends v. Chr. Ein Schädel aus dem Hügel befand sich im Besitz von Medizinalrat Kalkhoff aus Kölleda. Weitere vorgeschichtliche Grabfunde sind nicht bekannt. Doch gehört wohl der zu Battgendorf notierte Fund, eine Nadel, auch zu dem Hügelgrab.
Im 1. bis 3. Jahrhundert n. Chr., während der römischen Kaiserzeit wurden am Hügel Nachbestattungen vorgenommen.
Zur ursprünglichen Siedlung Battgendorf, die im Jahr 1168 ersterwähnt wurde, hat vermutlich ein befestigter Herrensitz (Hochmotte) gehört. Darauf weisen einige Spuren im Gelände um den Hügel hin.
Auf der Hallonge standen bis Mitte der sechziger Jahre Linden, die weichen mussten, da das Gelände im Umfeld des Hügels mit der Anlage des Sportplatzes stark verändert wurde. Seit dem Jahr 1998 stehen auf dem Hügel wieder zwei angepflanzte Linden. Die Linde wurde von 1840 bis 1950 auch als Symbol der Gemeinde in Siegeln und Stempeln verwendet, seit 1996 ist sie im Wappen der Freiwilligen Feuerwehr Battgendorf enthalten.

## Weitere vorgeschichtliche Funde um Battgendorf
- eine große isolierte Steinplatte, 4 Fuß (etwa 1,30 m) hoch und 3 Fuß (etwa 93 m) breit, die am oberen Ende ein durchbohrtes Loch aufweist[4] (Menhir von Battgendorf).[5]
- ein facettierter Steinhammer, der in die Zeit der Schnurkeramik datiert wird.[5]
- eine dünne Nadel aus Bronze mit einfach gerolltem Kopf, beschädigt, Fund aus einem Grabhügel, der in die Bronzezeit datiert wird.[1]